# NGC 7824
NGC 7824 ist eine Spiralgalaxie vom Hubble-Typ Sab im Sternbild Fische auf der Ekliptik. Sie ist schätzungsweise 258 Millionen Lichtjahre von der Milchstraße entfernt und hat einen Durchmesser von etwa 75.000 Lichtjahren. 

Im selben Himmelsareal befinden sich u. a. die Galaxien NGC 7816 und NGC 7818.
Das Objekt wurde am 25. September 1830 von John Herschel entdeckt.